# Enskilda högskolan Stockholm
Enskilda Högskolan Stockholm (EHS), tidigare Teologiska högskolan Stockholm (THS), är en av Equmeniakyrkan helägd enskild högskola vid Åkeshovsvägen 29 i Bromma i Stockholm, med utbildningar i teologi, religionsvetenskap och mänskliga rättigheter. Högskolan ligger vid Campus Bromma på Åkeshovsvägen 29 i Nockebyhov och delar campus med Bromma folkhögskola. 2018 bytte högskolan namn till Enskilda Högskolan Stockholm, med två underavdelningar: Högskolan för Mänskliga Rättigheter (HMR) och Teologiska högskolan Stockholm (THS).
Högskolan får statsbidrag och kurserna är studiemedelsberättigande. Den har externfinansierade forskningsprojekt och bedriver även uppdragsverksamhet av olika slag. Högskolan samarbetar med högskolor och universitet i bland annat i Amsterdam, Atlanta, Chicago, Manila, New York, Washington DC och Yangon. 
Vid högskolan finns en studentkår, Studentkåren vid Enskilda Högskolan Stockholm (SEHS) med omkring 550 medlemmar. Det är inte längre obligatoriskt att vara medlem i studentkåren, vilket det var för studenterna till och med våren 2021. Samtidigt som kårobligatoriet upphörde blev det också avgiftsfritt att vara medlem i studentkåren. Dessförinnan kostade det någon hundralapp eller två per termin (det var stundtals olika beroende på om man läste campuskurser eller distanskurser). 

## Utbildningsprogram
Vid högskolans finns flera utbildningsprogram
- Teologiska programmet på kandidat- magister- och masternivå, främst för blivande präster och pastorer, men också för andra teologiskt intresserade.
- Religion, kultur, samhälle, ett religionsvetenskapligt program på kandidatnivå.
- Östkyrkliga studier på kandidat- magister- och masternivå, på engelska, främst för de ortodoxa kyrkornas utbildningsbehov, i samarbete med Sankt Ignatios andliga akademi
- Mänskliga rättigheter på kandidat- magister- och masternivå, en av landets äldsta MR-utbildningar.
- Forskarutbildning i teologi, med forskarutbildningsämnena bibelvetenskap, systematisk teologi, praktisk teologi och kyrkohistoria, samt östkyrkliga studier.

## Ämnesområden
- Mänskliga rättigheter behandlar regelverken för medborgerliga, politiska, ekonomiska, sociala och kulturella rättigheter utifrån juridisk och moralfilosofisk teoribildning.
- Bibelvetenskap handlar om historia och texttolkning, se exegetik. Här ingår också undervisning i de bibliska språken hebreiska och grekiska.
- Kyrkohistoria med missionsvetenskap , omfattar bland annat den kristna kyrkans historia och samtidens olika kristna samfund.
- Praktisk teologi med religionsbeteendevetenskap inkluderar homiletik, religionspsykologi och själavård, religionspedagogik, religionssociologi, ecklesiologi, hymnologi och ledarskap.
- Religionshistoria inbegriper studiet av de stora världsreligionerna.
- Systematisk teologi behandlar filosofi, etik och dogmatik
- Östkyrkliga studier handlar om östkyrkornas texter, historia, liturgi och utveckling. Här ingår också undervisning i de ortodoxa kyrkornas liturgiska språk.

## Historik

### Frikyrkoväckelsen
Enskilda högskolan har sina rötter i frikyrkorörelsen under senare delen av 1800-talet. År 1866 startade Betelseminariet i Stockholm av överste K. O. Broady, som Svenska Baptistsamfundets predikantutbildning. Skolan flyttades till Bromma 1966. 
Även Missionsskolan i Vinslöv grundades 1866, och Missionsskolan i Kristinehamn 1871. Båda skolorna knöts till Svenska Missionsförbundet, som bildades 1878, och kom i slutet av 1800-talet att samlas som en missionsskola på Södermalm i Stockholm. Från 1908 flyttades samfundets pastors- och missionärsutbildningar till den nybyggda Missionsskolan på Lidingö, senare kallat Teologiska seminariet.
Även om båda samfunden drev flera andra folkhögskolor och utbildningar, kom Betelseminariet och Teologiska seminariet att fungera som deras respektive huvudsakliga utbildningsinstitutioner för församlingstjänst. 
Inom Metodistkyrkan i Sverige startades pastorsutbildning 1874 i Örebro; sedan 1923 var Metodistkyrkans nordiska teologiska seminarium förlagt till Överås i Göteborg, där samfundet periodvis även hade sitt huvudkontor.

### Enande och ombildning till högskola
Genom en nationell utbildningsreform under 1990-talet möjliggjordes en större frihet för universitet och högskolor. Svenska Baptistsamfundet och Svenska Missionsförbundet beslutade nu att bilda en gemensam högskola, under namnet Teologiska högskolan Stockholm, THS. Pastorsutbildningarna slogs samman, medan andra delar av skolorna fortsatte i form av Betel folkhögskola och Lidingö folkhögskola. 
Den nya högskolan inrättades 1993 och första året delades verksamheten mellan Bromma och Lidingö, varefter hela utbildningen lokaliserades till Lidingö. Efter att högskolan vuxit ur lokalerna på Lidingö byggdes nya lokaler invid Betel folkhögskola i Bromma, dit verksamheten flyttade inför höstterminen 2002. 
Metodistkyrkan hade under tiden fortsatt att bedriva sitt teologiska seminarium, delvis i samarbete med högskolor i Norge och Danmark. Från 2008 ingick dock även Metodistkyrkan som ägare i högskolan, och förlade sin utbildningsverksamhet där.
Att sammanföra pastorsutbildningarna till en gemensam högskola var en del i de tre ägarsamfundens process med att gå samman och bilda en gemensam kyrka, Equmeniakyrkan. Från 1 januari 2014 blev därmed Teologiska Högskolan Stockholm ett av Equmeniakyrkan helägt icke-vinstinriktat aktiebolag.

### Enskilda Högskolan Stockholm
År 1996 fick högskolan rätt att utfärda kandidatexamen i teologi. År 1997 startade högskolan landets första tvärvetenskapliga utbildningsprogram i mänskliga rättigheter och 2008 beviljades högskolan tillstånd att utfärda kandidatexamen i mänskliga rättigheter. Sedan 2011 har högskolan även rätt att utfärda magister- och masterexamen i teologi och sedan 2017 magister- och masterexamen i Mänskliga Rättigheter (MR). Satsningen på mänskliga rättigheter var ett utflöde av den folkrörelsetradition där de svenska frikyrkorna spelade en viktig roll för svenska folkets bildning och Sveriges demokratisering, men även i kampen för religions- och övertygelsefrihet.
År 2016 fick högskolan rätt att utfärda licentiat- och doktorsexamen. De första doktoranderna i egen regi började sin utbildning 2017, men högskolan hade då haft doktorander sedan 2008 i samverkan med andra universitet.
År 2018 bytte högskolan namn till Enskilda Högskolan Stockholm med underavdelningarna Teologiska högskolan Stockholm (THS) och Högskolan för Mänskliga Rättigheter (HMR).
Enskilda Högskolan Stockholm har rätt att utfärda svenska examina.

## Bilder från Enskilda Högskolan Stockholm vid Campus Bromma

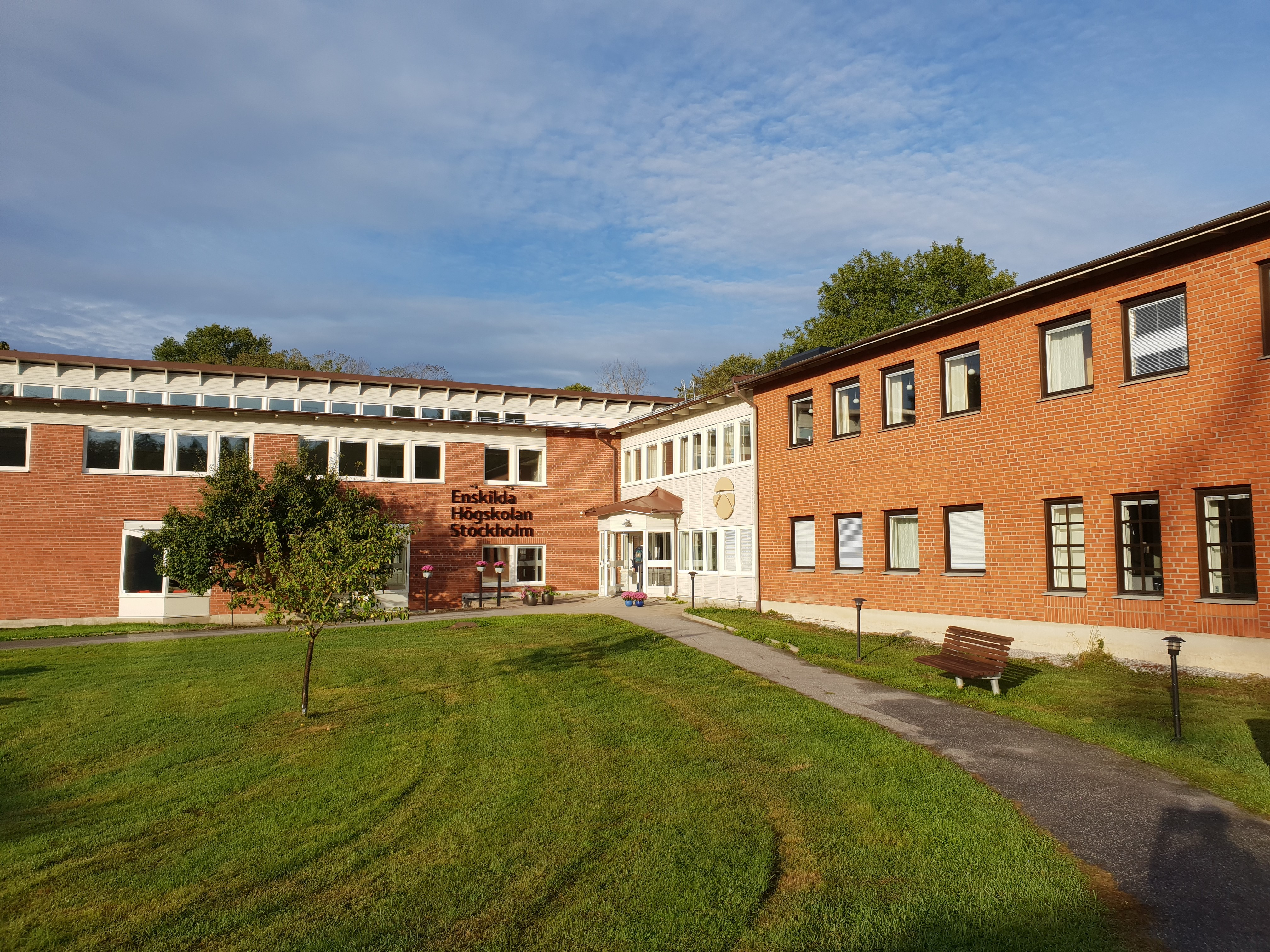
Entré vid Campus Bromma
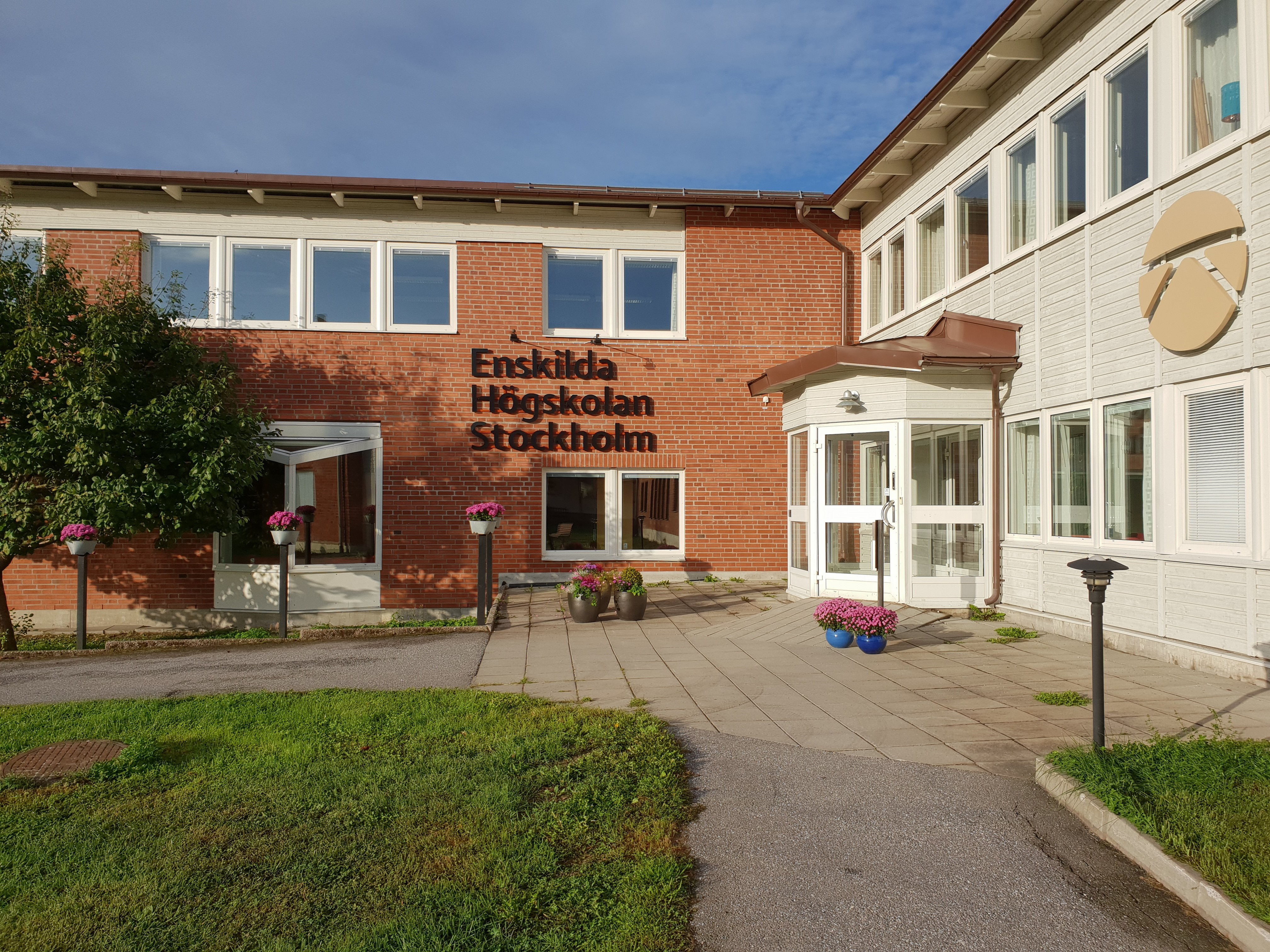
Entré med namn och logga vid Campus Bromma
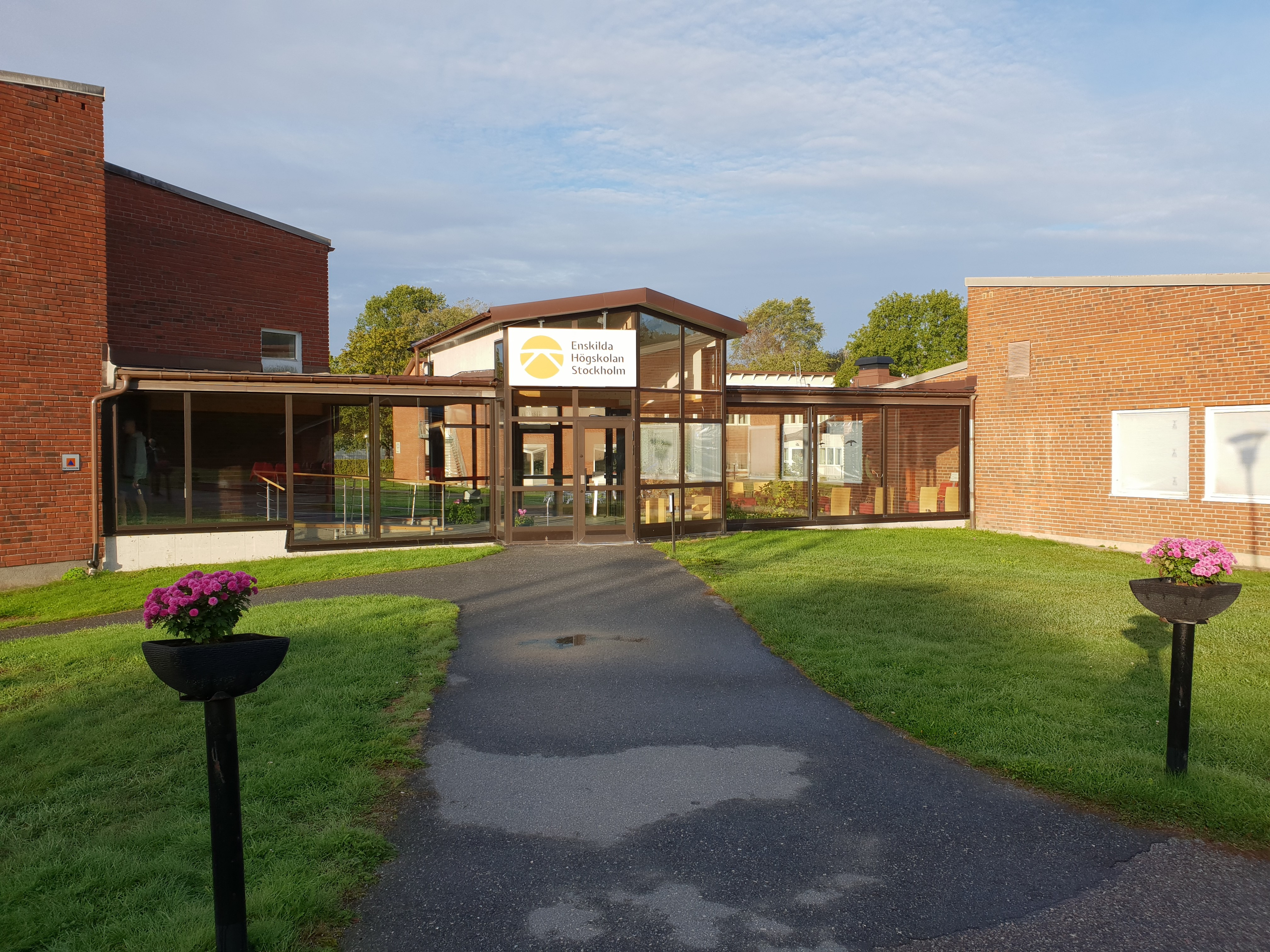
Entré från Åkeshovsvägen 29 Bromma
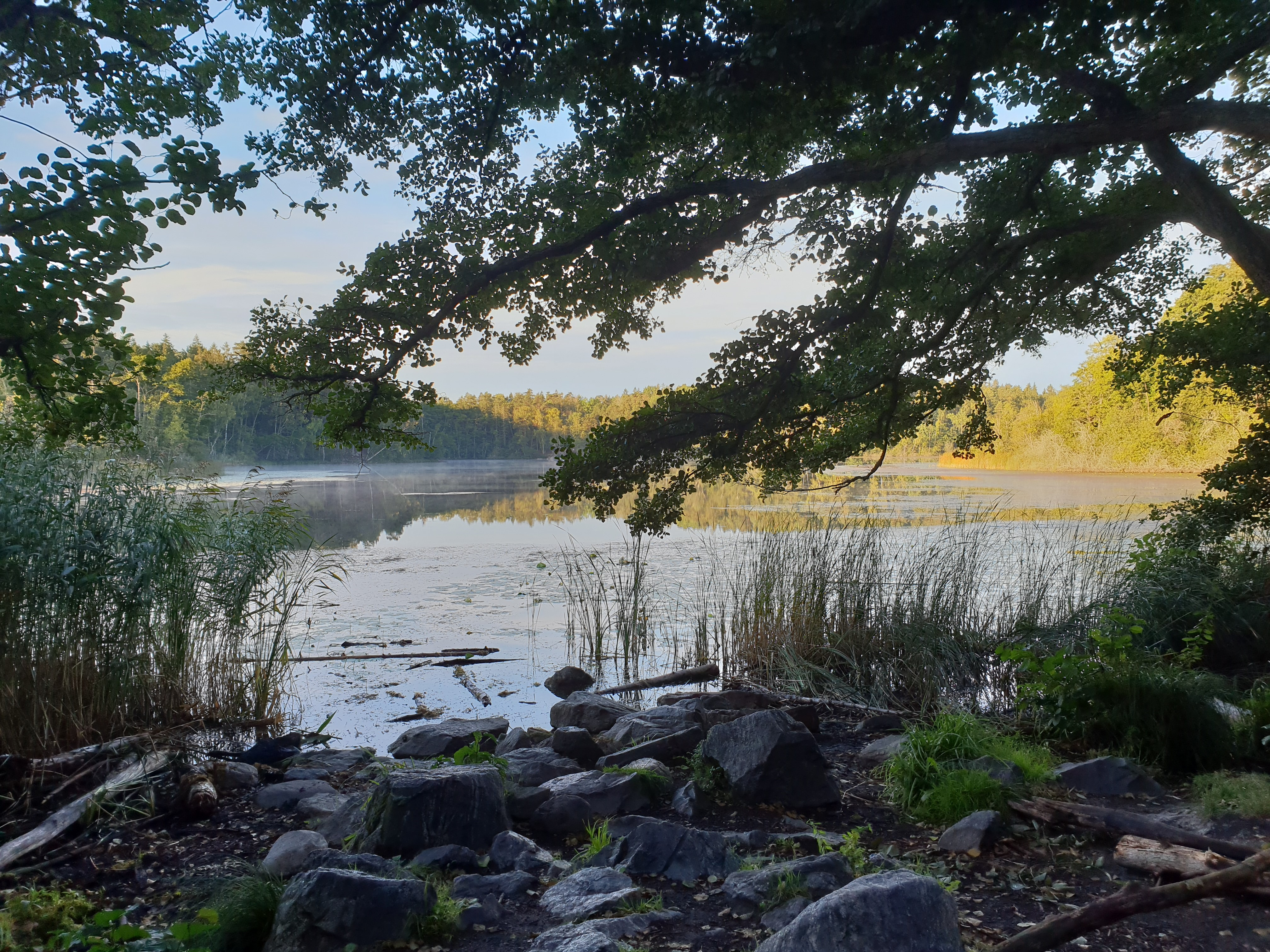
Högskolan ligger vid Judarskogens naturreservat

## Personal

### Rektorer
- Mats G. Hansson (1994–1996)
- Lennart Molin (1996–1999)
- Valborg Lindgärde (2000–2006)
- Owe Kennerberg (2006–2021)
- Magnus Jegermalm (2021–2021)
- Göran Gunner (2021–2022)
- Niklas Holmefur (2023–)[9][10]

### Professorer
Bland professorerna finns
- Petra Carlsson, systematisk teologi
- Jonas Ideström, praktisk teologi
- Joel Halldorf, kyrkohistoria
- Thomas Kazen, bibelvetenskap
- Kjell-Åke Nordquist, internationella relationer
- Rikard Roitto, bibelvetenskap
- Samuel Rubenson, östkyrkliga studier
- Susanne Vigortsson Yngvesson, etik

### Lektorer i urval
- Åke Viberg, bibelvetenskap
- Hanna Stenström, bibelvetenskap

- Josef Forsling, bibelvetenskap

- Sune Fahlgren, praktisk teologi
- Anneli Winell, religionssociologi
- Joseph Sverker, systematisk teologi
- Michael Hjälm, östkyrkliga studier
- Göran Gunner, mänskliga rättigheter
- Ulf Johansson Dahre, mänskliga rättigheter